# Histoire Céleste Française
Histoire Céleste Française (na hrvatskom: Francuska nebeska povijest) je astrometrijski zvjezdani katalog koji je 1801. objavio francuski astronom Jérôme Lalande i njegovo osoblje pariškog opservatorija. Ovaj se katalog sastoji od lokacija i prividnih magnituda 47.390 zvijezda do magnitude 9. Zvijezde su identificirane po uobičajenom imenu, Bayerovom označavanju ili Flamsteedovom označavanju, ako ga je bilo za tu zvijezdu. Također sadrži promatranja inih astronomskih fenomena. Bio je najvećim i najpotpunijim zvjezdanim katalogom svog vremena. Ovo je izdanje zbirka nekoliko knjiga astronomskih bilježaka zapisanih prethodnog desetljeća u opservatoriju.
1847. je godine objavljeno izdanje ovog kataloga koje sadrži značajne izmjene. Od ovog se kataloga brojke koje su dodijeljene zvijezdama ostale u uporabi sve do danas, primjerice Lalande 21185.
Suvremeni zvjezdani katalozi kao što je SIMBAD rabe format LAL NNNNN pri čemu je NNNNN referentni broj iz zvjezdanog kataloga iz 1847.; brojke idu od 1 to 47390.